# 오사카도 구상
오사카도 구상(일본어: 大阪都構想)은 일본의 대도시인 오사카시(大阪市)와 오사카부(大阪府)를 폐지하는 대신 오사카도(일본어: 大阪都)를 신설한다는 내용의 구상이다. 오사카부는 오사카시가 속해 있는 일본의 행정 구역(도도부현)이다.

## 1차 주민 투표
2011년 10월 31일 오사카부지사(大阪府知事)에서 사임한 하시모토 도루(橋下徹)가 2011년 11월 27일 오사카시장(大阪市長)으로 당선되고 동시에 치러진 선거에서 하시모토 도루가 이끄는 정당인 오사카 유신회(大阪維新の会)의 공천을 받은 마쓰이 이치로(松井一郎)가 오사카부지사에 당선되어 구상이 현실화되었으나, 2015년 5월 17일에 실시된 선거에서 오사카시와 오사카부 주민들의 반대로 인하여 무산되었고, 이로 인하여 하시모토 도루는 정계에서 은퇴하였다.

### 투표 결과
| 제1차 오사카시 주민 투표 (2015년 5월 17일) | 제1차 오사카시 주민 투표 (2015년 5월 17일) | 제1차 오사카시 주민 투표 (2015년 5월 17일) | 제1차 오사카시 주민 투표 (2015년 5월 17일) | 제1차 오사카시 주민 투표 (2015년 5월 17일) |
| 사진                                       | 24구                                       | 승격여부                                   | 총투표수                                   | 총득표율                                   |
| ------------------------------------------ | ------------------------------------------ | ------------------------------------------ | ------------------------------------------ | ------------------------------------------ |
|                                            | 고노하나구                                 | 반대                                       | 36,469표                                   | 67.2%                                      |
| 기타구                                     | 찬성                                       | 61,020표                                   | 65.1%                                      |                                            |
| 나니와구                                   | 찬성                                       | 25,752표                                   | 52.8%                                      |                                            |
| 니시구                                     | 찬성                                       | 45,254표                                   | 64.6%                                      |                                            |
| 니시나리구                                 | 반대                                       | 54,111표                                   | 60.3%                                      |                                            |
| 니시요도가와구                             | 반대                                       | 52,007표                                   | 68.8%                                      |                                            |
| 다이쇼구                                   | 반대                                       | 37,857표                                   | 68.9%                                      |                                            |
| 덴노지구                                   | 반대                                       | 39,142표                                   | 71.8%                                      |                                            |
| 미나토구                                   | 반대                                       | 44,761표                                   | 67.4%                                      |                                            |
| 미야코지마구                               | 찬성                                       | 56,806표                                   | 69.3%                                      |                                            |
| 스미노에구                                 | 반대                                       | 70,064표                                   | 69.7%                                      |                                            |
| 스미요시구                                 | 반대                                       | 84,573표                                   | 68.8%                                      |                                            |
| 쓰루미구                                   | 찬성                                       | 59,611표                                   | 69.7%                                      |                                            |
| 아베노구                                   | 반대                                       | 62,880표                                   | 74.0%                                      |                                            |
| 아사히구                                   | 반대                                       | 51,193표                                   | 69.1%                                      |                                            |
| 요도가와구                                 | 찬성                                       | 87,469표                                   | 63.4%                                      |                                            |
| 이쿠노구                                   | 반대                                       | 54,586표                                   | 65.4%                                      |                                            |
| 조토구                                     | 찬성                                       | 92,512표                                   | 70.3%                                      |                                            |
| 주오구                                     | 찬성                                       | 44,993표                                   | 62.9%                                      |                                            |
| 후쿠시마구                                 | 찬성                                       | 38,853표                                   | 68.6%                                      |                                            |
| 히가시나리구                               | 찬성                                       | 41,356표                                   | 68.0%                                      |                                            |
| 히가시스미요시구                           | 반대                                       | 71,401표                                   | 68.1%                                      |                                            |
| 히가시요도가와구                           | 찬성                                       | 84,728표                                   | 62.4%                                      |                                            |
| 히라노구                                   | 반대                                       | 103,031표                                  | 66.6%                                      |                                            |
| 사진                                       | 24구                                       | 승격여부                                   | 1,400,429표                                | 66.83%                                     |

## 2차 주민 투표
이후, 오사카시장이자 오사카유신회 대표 마쓰이 이치로와, 같은 오사카유신회 소속이자 오사카부지사 요시무라 히로후미(吉村洋文)의 노력으로, 2차 오사카도 구상 찬반 주민투표를 2020년 11월 1일에 실시하게 되었다. 구상의 내용은, 오사카부 하위 행정구역인 32개시(市), 11정(町), 1촌(村) 가운데, 인구가 가장 많고 오사카부의 핵심인 오사카시(大阪市)를 폐지하는 대신, 현재 오사카시에 소속된 24개구(区)를 4개의 특별구(特別区)로 분할하고서, 오사카부에 직속시키는 것이다.
구상이 실현되면, 4개 특별구는 오사카부 하위 시정촌(市町村) 어디에도 속하지 않게 되며 곧바로 오사카부의 직속 행정구역이 된다. 이렇게 되면 마치 도쿄시(東京市)가 폐지되고 23개 특별구가 '도쿄도(東京都)'에 직속된 도쿄와 같아진다. 나아가, 단순히 도쿄도와의 행정구역상의 유사성에 그치지 않고, 오사카시 폐지와 4개 특별구 설치 이후, 아예 오사카부를 '오사카도(大阪都)'로 격상하는 법안까지 개정하려는 것도 구상에 포함되어 있다.
2020년 11월 1일 주민 투표가 실시되었고 24구중 14구의 반대로 오사카도 승격 투표가 종료되었다.

### 투표 결과
| 제2차 오사카시 주민 투표 (2020년 11월 1일) | 제2차 오사카시 주민 투표 (2020년 11월 1일) | 제2차 오사카시 주민 투표 (2020년 11월 1일) | 제2차 오사카시 주민 투표 (2020년 11월 1일) | 제2차 오사카시 주민 투표 (2020년 11월 1일) |
| 사진                                       | 24구                                       | 승격여부                                   | 총투표수                                   | 총득표율                                   |
| ------------------------------------------ | ------------------------------------------ | ------------------------------------------ | ------------------------------------------ | ------------------------------------------ |
|                                            | 고노하나구                                 | 반대                                       | 33,770표                                   | 62.19%                                     |
| 기타구                                     | 찬성                                       | 68,179표                                   | 62.60%                                     |                                            |
| 나니와구                                   | 찬성                                       | 25,816표                                   | 48.16%                                     |                                            |
| 니시구                                     | 찬성                                       | 50,075표                                   | 60.97%                                     |                                            |
| 니시나리구                                 | 반대                                       | 45,660표                                   | 53.49%                                     |                                            |
| 니시요도가와구                             | 반대                                       | 48,730표                                   | 61.98%                                     |                                            |
| 다이쇼구                                   | 반대                                       | 34,334표                                   | 63.51%                                     |                                            |
| 덴노지구                                   | 반대                                       | 42,089표                                   | 69.09%                                     |                                            |
| 미나토구                                   | 반대                                       | 43,208표                                   | 64.80%                                     |                                            |
| 미야코지마구                               | 찬성                                       | 56,773표                                   | 65.76%                                     |                                            |
| 스미노에구                                 | 반대                                       | 64,305표                                   | 64.21%                                     |                                            |
| 스미요시구                                 | 반대                                       | 80,923표                                   | 64.14%                                     |                                            |
| 쓰루미구                                   | 찬성                                       | 58,692표                                   | 65.21%                                     |                                            |
| 아베노구                                   | 반대                                       | 63,700표                                   | 71.14%                                     |                                            |
| 아사히구                                   | 반대                                       | 49,247표                                   | 65.20%                                     |                                            |
| 요도가와구                                 | 찬성                                       | 86,533표                                   | 58.50%                                     |                                            |
| 이쿠노구                                   | 반대                                       | 50,461표                                   | 59.10%                                     |                                            |
| 조토구                                     | 찬성                                       | 93,514표                                   | 67.18%                                     |                                            |
| 주오구                                     | 찬성                                       | 48,798표                                   | 59.55%                                     |                                            |
| 후쿠시마구                                 | 찬성                                       | 41,185표                                   | 64.79%                                     |                                            |
| 히가시나리구                               | 반대                                       | 42,071표                                   | 64.01%                                     |                                            |
| 히가시스미요시구                           | 반대                                       | 68,848표                                   | 63.13%                                     |                                            |
| 히가시요도가와구                           | 찬성                                       | 81,645표                                   | 57.28%                                     |                                            |
| 히라노구                                   | 반대                                       | 96,757표                                   | 61.21%                                     |                                            |
| 사진                                       | 24구                                       | 승격여부                                   | 1,375,313표                                | 62.35%                                     |

## 도쿄시와 도쿄부의 통합과의 관계
이 구상은 1943년 7월 1일에 실행된 도쿄시(東京市)와 도쿄부(東京府)의 통합으로 설치된 도쿄도(東京都)를 벤치 마킹한 것으로 풀이된다. 행정 구역 단위의 변화도 같았으며 도시 면적, 인구도 비슷했다.

## 실현시 오사카 내의 변화
오사카시와 오사카부의 통합이 성공했다면 새로 설치되는 오사카도에 오사카 전체의 권력이 집중되면서 오사카도의 권력이 상당히 강화될 것으로 예측되었다. 또한 하시모토 도루는 오사카부지사 재임 시절에 정책 시행에 상당히 큰 불편을 겪었던 것으로 알려졌다.

## 실현시 일본 내의 변화
오사카시와 오사카부의 통합이 성공했다면 오사카가 사실상의 일본의 이중 수도로 발전할 가능성이 농후했다. 일본의 법률에는 공식적으로 도쿄도를 일본의 수도로 명기하고 있지는 않지만 현재 도쿄도가 일본의 수도 역할을 실행하고 있는 것을 감안하면 인구, 면적이 도쿄도와 비슷한 오사카부가 행정 구역 단위까지 오사카도로 통합될 경우 일본 내에 미치는 경제적, 정치적 영향력이 엄청나게 커질 것으로 예상되었다.